# مؤامرة الناخبين المزيفين لترامب
مؤامرة الناخبين المزيفين لترامب كانت مخططًا لتقديم شهادات مزيفة تُفيد بأن الرئيس الأمريكي دونالد ترامب فاز في الهيئة الانتخابية الأمريكية في بعض الولايات، وذلك بعد خسارته في انتخابات الرئاسة الأمريكية 2020. بعد أن أظهرت نتائج الانتخابات خسارة ترامب، تم وضع هذا المخطط من قبله، ومساعديه، ومسؤولي الحزب الجمهوري في سبع ولايات، وشكل هذا المخطط جزءًا من محاولات ترامب ومساعديه لإلغاء نتائج الانتخابات الرئاسية الأمريكية لعام 2020.
كان الهدف من هذا المخطط هو تمرير الشهادات المزيفة إلى نائب الرئيس آنذاك مايك بنس على أمل أن يحصيها بدلًا من الشهادات الحقيقية، وبالتالي إلغاء فوز جو بايدن. تم الدفاع عن هذا المخطط من خلال نظرية قانونية هامشية طورها محامو ترامب كينيث تشيسبرو وجون إيستمان، والتي تم تفصيلها في مذكرات إيستمان، والتي زعمت أن نائب الرئيس لديه السلطة الدستورية لاستبدال الناخبين الرسميين بقائمة بديلة خلال عملية التصديق، مما يؤدي إلى تغيير نتيجة تصويت الهيئة الانتخابية والفائز العام بالانتخابات الرئاسية. أصبح هذا المخطط يُعرف باسم بطاقة بنس.
بحلول يونيو 2024، تمت إحالة عشرات من مسؤولي الولايات الجمهوريين ومساعدي ترامب إلى المحاكمة في أربع ولايات بسبب تورطهم المزعوم في المؤامرة. تحقق التحقيق الفيدرالي تحقيق المستشار الخاص سميث في دور ترامب في هذه الأحداث. وفقًا للشهادات، كان ترامب على علم بمؤامرة الناخبين المزيفين، وعلم أن خطة إيستمان لبنس لإعاقة تصديق الأصوات الانتخابية كانت انتهاكًا لقانون قانون عد الأصوات الانتخابية.
كان محامي ترامب الشخصي، رودي جولياني، "شخصية مركزية" في المؤامرة، حيث قام بتنسيق المخطط عبر الولايات السبع. في مكالمة جماعية في 2 يناير 2021، تحدث ترامب وإيستمان وجولياني مع حوالي 300 من المشرعين الجمهوريين على مستوى الولايات في محاولة لإقناعهم بعقد جلسات تشريعية خاصة لاستبدال ناخبي بايدن الشرعيين بناخبين مزيفين لترامب بناءً على ادعاءات غير مثبتة بتزوير الانتخابات. ضغط ترامب على وزارة العدل الأمريكية للإعلان كذبًا عن اكتشاف تزوير في الانتخابات، وحاول تعيين مدع عام جديد بالإنابة كان قد صاغ رسالة تدعي كذبًا اكتشاف مثل هذا التزوير، في محاولة لإقناع الهيئة التشريعية في جورجيا بالانعقاد وإعادة النظر في أصواتها الانتخابية لبايدن.
طلب ترامب وإيستمان من رئيسة اللجنة الوطنية الجمهورية، رونا ماكدانييل، تعبئة مساعدة اللجنة في جمع ناخبين مزيفين "احتياطيين". حاول رئيس أركان أحد أعضاء مجلس الشيوخ تمرير قائمة بالناخبين المزيفين إلى بنس قبل دقائق فقط من تصديق نائب الرئيس على الانتخابات. تم التحقيق في هذه المؤامرة من قبل لجنة 6 يناير، كما يجري التحقيق فيها من قبل وزارة العدل. حدد التقرير النهائي للجنة 6 يناير المحامي كينيث تشيسبرو كمهندس المؤامرة الأصلي. وفي 20 أكتوبر 2023، أقر تشيسبرو بالذنب في ولاية جورجيا بتهمة التآمر لتقديم وثيقة مزورة وحُكم عليه بخمس سنوات من الاختبار القضائي.

## الخلفية
جرت انتخابات الرئاسة الأمريكية لعام 2020 في 3 نوفمبر 2020. بعد ذلك بفترة وجيزة، بدأ ترامب في التشكيك دون أساس في شرعية الانتخابات. وفي 7 نوفمبر، أعلنت وسائل إعلام كبرى فوز بايدن بالانتخابات، وألقى خطاب النصر مساء ذلك اليوم. رفض ترامب الاعتراف بالهزيمة واستمر في التعبير عن الشكوك حول نتائج الانتخابات.

### رفض ترامب مغادرة منصبه
كانت مؤامرة الناخبين المزيفين جزءًا من رفض ترامب مغادرة منصبه والبيت الأبيض بعد انتهاء ولايته. وصفت ماجي هابرمان كيف أدرك ترامب في البداية أنه خسر الانتخابات، لكنه بعد ذلك عبّر عن أنه لن يغادر "أبدًا":
ثم بدا أن موقفه تغير:
تم تأكيد ذلك بشهادة جينا إليس في محاكمة تزوير انتخابات جورجيا. في ديسمبر 2020، بعد خسارة ترامب للانتخابات، وبينما كان واقفًا في ممر بالقرب من الغرفة الزرقاء في البيت الأبيض، أخبرها دان سكافينو أن ترامب سيرفض مغادرة منصبه. تذكرت إليس: "وقال لي بنبرة متحمسة: 'حسنًا، نحن لا نهتم، ولن نغادر.'" "الرئيس لن يغادر تحت أي ظرف. سنبقى في السلطة فقط."

### مخطط لاختيار الناخبين من قبل الهيئات التشريعية للولايات
في 4 نوفمبر، اليوم التالي للانتخابات، تلقى رئيس موظفي البيت الأبيض مارك ميدوز رسالة نصية تدعو إلى "استراتيجية عدوانية" تتمثل في أن تقوم الهيئات التشريعية التي يسيطر عليها الجمهوريون في ثلاث ولايات لم يتم الإعلان عن نتائجها بعد "بإرسال ناخبين خاصين بهم للتصويت وأن يتم عرض الأمر على [المحكمة العليا]". ورد أن الرسالة أرسلها وزير الطاقة في إدارة ترامب، ريك بيري.
| "سنقوم بإرسال 'أصوات انتخابية مزيفة' إلى بنس حتى يتمكن 'شخص ما' في الكونغرس من الاعتراض عندما يبدأون في عد الأصوات، ويبدأون في الجدال بأنه يجب احتساب الأصوات 'المزيفة'،" كتب جاك ويلينشيك، محامٍ مقيم في فينيكس ساعد في تنظيم الناخبين المؤيدين لترامب في أريزونا، في رسالة بريد إلكتروني بتاريخ 8 ديسمبر 2020 إلى بوريس إبشتاين، المستشار الاستراتيجي لحملة ترامب. وفي رسالة بريد إلكترونية لاحقة، كتب ويلينشيك أن "الأصوات 'البديلة' ربما تكون مصطلحًا أفضل من 'الأصوات المزيفة'"، مضيفًا رمزًا تعبيريًا لوجه مبتسم." |
| —هابرمان بوردواتر |

في 5 نوفمبر، أملى روجر ستون رسالة تقول إن "أي هيئة تشريعية" لديها "أدلة ساحقة على التزوير" يمكنها اختيار ناخبيها الخاصين لإدلاء أصوات الهيئة الانتخابية. في نفس اليوم، أرسل دونالد ترامب الابن رسالة نصية إلى ميدوز يوضح فيها مسارات لتجاوز عملية الهيئة الانتخابية وضمان ولاية ثانية لوالده. وكتب: "الأمر بسيط جدًا. لدينا مسارات متعددة. نحن نتحكم فيها جميعًا. لدينا سيطرة تشغيلية. رافعة كاملة. أرضية أخلاقية عالية. يجب أن يبدأ الرئيس ولايته الثانية الآن." واستمر ترامب الابن قائلًا: "الجمهوريون يسيطرون على 28 ولاية والديمقراطيون على 22 ولاية. مرة أخرى، ترامب يفوز"، مضيفًا: "إما أن نحصل على تصويت نتحكم فيه ونفوز به، أو يتم تحويل الأمر إلى الكونغرس في 6 يناير 2021."
في 6 نوفمبر، أرسل عضو الكونغرس آندي بيغز رسالة نصية إلى ميدوز يسأل فيها عن الجهود لتشجيع المشرعين الجمهوريين في بعض الولايات على إرسال قوائم بديلة من الناخبين، فرد ميدوز: "أحب ذلك."
تبادل السناتور مايك لي وميدوز سلسلة من الرسائل النصية تشير إلى اهتمام سيدني باول المزعوم بمتابعة مؤامرة الناخبين المزيفين. في 8 نوفمبر، كتب لي: "سيدني باول تقول إنها بحاجة إلى مقابلة الرئيس، لكنها تُبعد عنه. يبدو أنها لديها استراتيجية لإبقاء الأمور حية وإعادة عدة ولايات إلى اللعبة. هل يمكنك مساعدتها في الوصول إليه؟" وبعد يومين، أرسل رسالة إلى ميدوز يقول فيها إنه وجد باول "شخصًا صريحًا"، على الرغم من أنه أثار شكوكًا حولها لدى ميدوز بعد مؤتمرها الصحفي في 19 نوفمبر الذي وصفت فيه نظريات مؤامرة معقدة. أرسل لي رسالة إلى ميدوز في 8 ديسمبر يفترض فيها: "إذا قامت مجموعة صغيرة جدًا من الولايات بتعيين قوائم بديلة من المندوبين، فقد يكون هناك طريق"، فرد ميدوز: "أنا أعمل على ذلك منذ أمس." كليتا ميتشيل، التي شاركت في مكالمة ترامب-رافينسبيرغر لمحاولة عكس نتائج انتخابات جورجيا، شهدت أمام لجنة 6 يناير أن مخطط الناخبين البديل كان "في الواقع فكرة مايك لي"، قائلة لميتشيل إنه سيكون "النقطة المثالية" لإشراك الجمهوريين في مجلس الشيوخ. وجدت اللجنة أن لي أعرب لاحقًا عن "قلق بالغ" بشأن الفكرة لمستشار قانوني بارز لترامب مع اقتراب 6 يناير.
في 9 نوفمبر، أرسلت جيني توماس، زوجة قاضي المحكمة العليا كلارنس توماس، بريدًا إلكترونيًا إلى 29 مشرعًا من أريزونا، بما في ذلك رئيس الجمعية راسل باورز وشونا بوليك، وحثتهم على اختيار "قائمة نظيفة من الناخبين" وأخبرتهم أن المسؤولية كانت "خاصتكم وحدكم".

### نزاع ناخبي هاواي عام 1960
في عام 1960، شهدت هاواي سباقًا رئاسيًا متقاربًا بين ريتشارد نيكسون وجون إف. كينيدي، وكانت نتيجة الانتخابات غير واضحة بحلول 19 ديسمبر 1960، عندما كان على الناخبين الإدلاء بأصواتهم، على الرغم من أن السباق الوطني كان قد حُسم لصالح كينيدي بغض النظر عن نتائج هاواي. تم إنشاء قوائم ناخبين من الحزبين الديمقراطي والجمهوري، حيث قام الحاكم بتصديق الناخبين الجمهوريين، حيث كان نيكسون يتقدم في ذلك الوقت في انتظار إعادة الفرز. وقّع الناخبون الديمقراطيون أيضًا على شهاداتهم الانتخابية الخاصة وأعلنوا فوز كينيدي، مستخدمين نفس اللغة التي استخدمها ناخبو ترامب المزيفون لاحقًا في عام 2020، دون ذكر أي تحفظات بشأن إعادة الفرز الجارية. بعد إعادة الفرز، انقلبت هاواي لصالح كينيدي، وقام الحاكم بتصديق قائمة جديدة من الناخبين الديمقراطيين لإرسالها إلى واشنطن العاصمة. في 6 يناير 1961، تلقى نائب الرئيس آنذاك نيكسون جميع القوائم الثلاث لشهادات الناخبين وقام بتصديق القائمة الديمقراطية الثانية فقط بعد إعادة الفرز. صرح نيكسون أن الحدث لا ينبغي أن يُستخدم لتأسيس سابقة. وأدت قضية قضائية من ذلك الحادث إلى حكم بأن الناخبين الديمقراطيين الذين تم تصديقهم في النهاية كانوا شرعيين. ولم يتم اتخاذ أي قرار أو حكم بشأن القائمة الأصلية غير المصادق عليها من الناخبين الديمقراطيين في الكونغرس أو المحكمة.
استشهد تشيسبرو واستراتيجي حملة ترامب بوريس إبشتاين بانتخابات هاواي كسابقة لتبرير خطة الناخبين البديلة في عام 2020، حيث ادعى تشيسبرو بشكل خاص أنها أظهرت أن القوائم البديلة من الناخبين كانت مسموحًا بها وأن الموعد النهائي لنتائج الانتخابات لم يكن تصويت الناخبين في ديسمبر، بل التصديق في 6 يناير. واستشهد آخرون مشاركون في الخطة، خاصة في جورجيا، بالناخبين الديمقراطيين الأصليين غير المصادق عليهم من عام 1960 في محاولة للدفاع عن أنفسهم من الملاحقة القضائية، قائلين إن أوجه التشابه في التحديات القانونية الجارية في قضيتي 1960 و2020 وفرت لهم غطاءً قانونيًا لأفعالهم. وشملت بعض الاختلافات بين انتخابات 1960 و2020 أن الناخبين البديلين في عام 2020 استندوا إلى ادعاءات كاذبة مستمرة بتزوير الانتخابات على مستوى البلاد، بدلًا من إعادة فرز الأصوات الجارية كما في عام 1960. وعلى النقيض من ذلك، استمر ناخبو ترامب البديلون في الاجتماع حتى بعد عمليات إعادة الفرز التي لم تُغير النتيجة. وشملت الاختلافات الأخرى حقيقة أن قائمة الناخبين الديمقراطيين في هاواي عام 1960 تم تصديقها من قبل الحاكم الجمهوري للولاية، بينما لم يتم تأييد أي من قوائم ناخبي ترامب البديلة من قبل حكام ولاياتهم، وأن انتخابات هاواي كانت تحمل شكوكًا أكبر بشأن الفائز النهائي، وأن ناخبي ترامب البديلين كانوا جزءًا من استراتيجية أوسع لإلغاء نتائج الانتخابات على مستوى البلاد، بدلًا من التركيز على قضايا في ولاية معينة. ومع إدراك أن شهادات الناخبين البديلة قد يتم الطعن فيها قانونيًا، أدرج ناخبو ترامب البديلون لغة شرطية في شهادات الناخبين لتجنب التهم.

## التخطيط
في 18 نوفمبر، أرسل المحامي كينيث تشيسبرو مذكرة إلى المحامي جيم تروبيس، الذي مثل حملة ترامب في ويسكونسن. وحددت المذكرة النهج العام لاستراتيجية تتضمن ناخبين بديلين. كما كتب تشيسبرو مذكرة في 6 ديسمبر حددت استراتيجية لست ولايات، بالإضافة إلى مذكرة في 9 ديسمبر أرسلها إلى تروبيس، والتي أوضحت كيفية تعيين ناخبين بديلين بشكل قانوني في ويسكونسن وقدمت الشكل الدقيق للوثائق المزيفة التي يجب عليهم التوقيع عليها. وصلت المذكرات إلى علم جولياني وإيستمان وآخرين مع تطور استراتيجية أوسع. وحددت مذكرات تشيسبرو خطة لجعل بنس يحصي بشكل أحادي قوائم الأصوات الانتخابية، بما في ذلك الناخبين المؤيدين لترامب في الولايات المتنازع عليها بدلًا من الناخبين الرسميين والمصدق عليهم. وستدعم هذه الاستراتيجية حملة إعلامية من خلال جعل الناخبين يقلدون الإجراءات العادية المتعلقة بالناخبين الرسميين، مثل الاجتماع في عواصم الولايات في 14 ديسمبر للإدلاء بأصوات مزيفة والتوقيع على شهادات بديلة. وأقرت المذكرات بوجود تعارضات مع الإجراءات المنصوص عليها في قانون عد الأصوات الانتخابية، لكنها جادلت بأنها غير دستورية. كما حددت 6 يناير، وهو تاريخ تصديق الكونغرس على الناخبين، كـ"موعد نهائي صارم" لتسوية النتائج الانتخابية. واستُخدمت مذكرات تشيسبرو كأساس لعملية وطنية لتنظيم الناخبين المزيفين، مع تنسيق يومي بين محامي ترامب، حملة ترامب الرئاسية، ومسؤولي الحزب الجمهوري.
خلصت لجنة مجلس النواب الخاصة حول هجوم 6 يناير إلى أن رودي جولياني ومارك ميدوز كانا مشاركين في المراحل الأولى من الخطة — وكذلك دونالد ترامب، الذي طلب في 7 أو 8 ديسمبر بحثًا حول ما إذا كانت خطة الناخبين المزيفين ممكنة، وفقًا لشهادة محامي حملة ترامب جوشوا فيندلي أمام اللجنة. وكتبت اللجنة في تقريرها النهائي أن ترامب كان "يقود" "خطة الناخبين المزيفين" بحلول 7 أو 8 ديسمبر، وأنه كان يتعاون "مع رودولف جولياني في تنفيذ الخطة" بحلول 13 أو 14 ديسمبر. وتم إبلاغ كل من ميدوز وجولياني أن مراجعة مكتب المستشار القانوني للبيت الأبيض لخطط استخدام الناخبين البديلين خلصت إلى أن المخطط ليس سليمًا قانونيًا.
في يوليو 2022، حصلت صحيفة "بوليتيكو" على بريد إلكتروني أرسلته مقدمة برامج أون إن كريستينا بوب إلى عدة محاميين وحلفاء لترامب. كان البريد الإلكتروني مؤرخًا في 13 ديسمبر 2020، أي قبل يوم من اجتماع الناخبين في جميع أنحاء البلاد لتصديق نتائج انتخابات ولاياتهم. وأظهر البريد أن مايك رومان، مدير عمليات يوم الانتخابات في حملة ترامب 2020، قد تحدث مع فرق في جميع أنحاء البلاد تركز على الجهود لتعيين ناخبين مزيفين، وأبلغها بالتطورات، والتي نقلتها بدورها إلى مستلمي البريد الإلكتروني. وشمل هؤلاء المستلمين جولياني، جينا إليس، بوريس إبشتاين ومحامي ترامب السابق جو دي جينوفا وزوجته فيكتوريا توينسينغ.
حصلت صحيفة "نيويورك تايمز" على عشرات رسائل البريد الإلكتروني في يوليو 2022 تُظهر اتصالات حول المخطط بين شركاء ترامب في ديسمبر 2020. وأظهرت رسائل البريد الإلكتروني مناقشات حول كيفية إنشاء قوائم بأشخاص يمكنهم الادعاء دون أساس بأنهم ناخبون في الولايات الرئيسية التي خسرها ترامب. وصف أحد المحامين في المناقشات التفصيلية، جاك ويلينشيك، لإبشتاين استراتيجية "إرسال 'أصوات انتخابية مزيفة' إلى بنس حتى يتمكن 'شخص ما' في الكونغرس من الاعتراض عندما يبدأون في عد الأصوات، ويبدأون في الجدال بأنه يجب احتساب الأصوات 'المزيفة'." وأشار ويلينشيك مرارًا إلى هؤلاء الناخبين بأنهم "مزيفون"، ثم اقترح الإشارة إليهم بأنهم "بديلون"، مضيفًا رمزًا تعبيريًا لوجه مبتسم.
وأخبرت إحدى رسائل البريد الإلكتروني العديد من كبار مستشاري الرئيس بأن تعيين ناخبين مزيفين لترامب في ميشيغان لم يكن ممكنًا بسبب إغلاق مبنى الكابيتول في الولاية بسبب قيود الجائحة. وأظهرت رسائل البريد الإلكتروني أن تقارير التقدم في المخطط كانت تُرسل إلى جولياني، وفي حالة واحدة إلى ميدوز. وذهبت العديد من رسائل البريد الإلكتروني إلى إبشتاين، المستشار المقرب لترامب الذي كان يعمل كمنسق بين الأشخاص في الحملة والبيت الأبيض وآخرين. وكان إبشتاين أيضًا نقطة اتصال منتظمة لإيستمان. وأظهرت رسائل البريد الإلكتروني أن مايك رومان لعب دورًا كبيرًا في إيجاد طرق لتحدي نتائج الانتخابات. وكتب ويلينشيك عن استراتيجية كيلي وارد، رئيسة الحزب الجمهوري في أريزونا، "لإبقاء الأمر تحت الأغطية حتى يعد الكونغرس الأصوات في 6 يناير (حتى نتمكن من محاولة 'مفاجأة' الديمقراطيين ووسائل الإعلام به)" – "أنا أميل إلى الاتفاق معها."
في 13 ديسمبر 2020، أرسل روبرت سينرز، مدير عمليات الانتخابات في الحملة لجورجيا، بريدًا إلكترونيًا إلى الجمهوريين في الولاية الذين يخططون لتعيين ناخبين بديلين لترامب. وكتب سينرز: "واجباتكم ضرورية لضمان النتيجة النهائية – فوز ترامب في جورجيا – ولكنها ستتعطل ما لم نحافظ على السرية التامة والتحفظ." وظهر البريد الإلكتروني في يونيو 2022.
قامت حملة ترامب بتنسيق إرسال شهادات الناخبين البديلة إلى بنس بحلول 6 يناير، في الوقت المناسب لتصديق الكونغرس على الناخبين. وقد تطلبت القوانين الفيدرالية وجود شهادات الناخبين بشكل مادي على أرضية الكونغرس أثناء التصديق. عندما تأخرت شهادات الناخبين البديلة من ويسكونسن وميشيغان، أرسل مسؤولو حملة ترامب رحلات جوية إلى واشنطن العاصمة مع شهادات ناخبين مزيفة أخرى من تلك الولايات. وشارك السناتور رون جونسون والنائب سكوت بيري، بالإضافة إلى موظفي الكونغرس الجمهوريين، في خطط لتسليم الشهادات المزيفة إلى بنس.

## أحداث في ولايات فردية

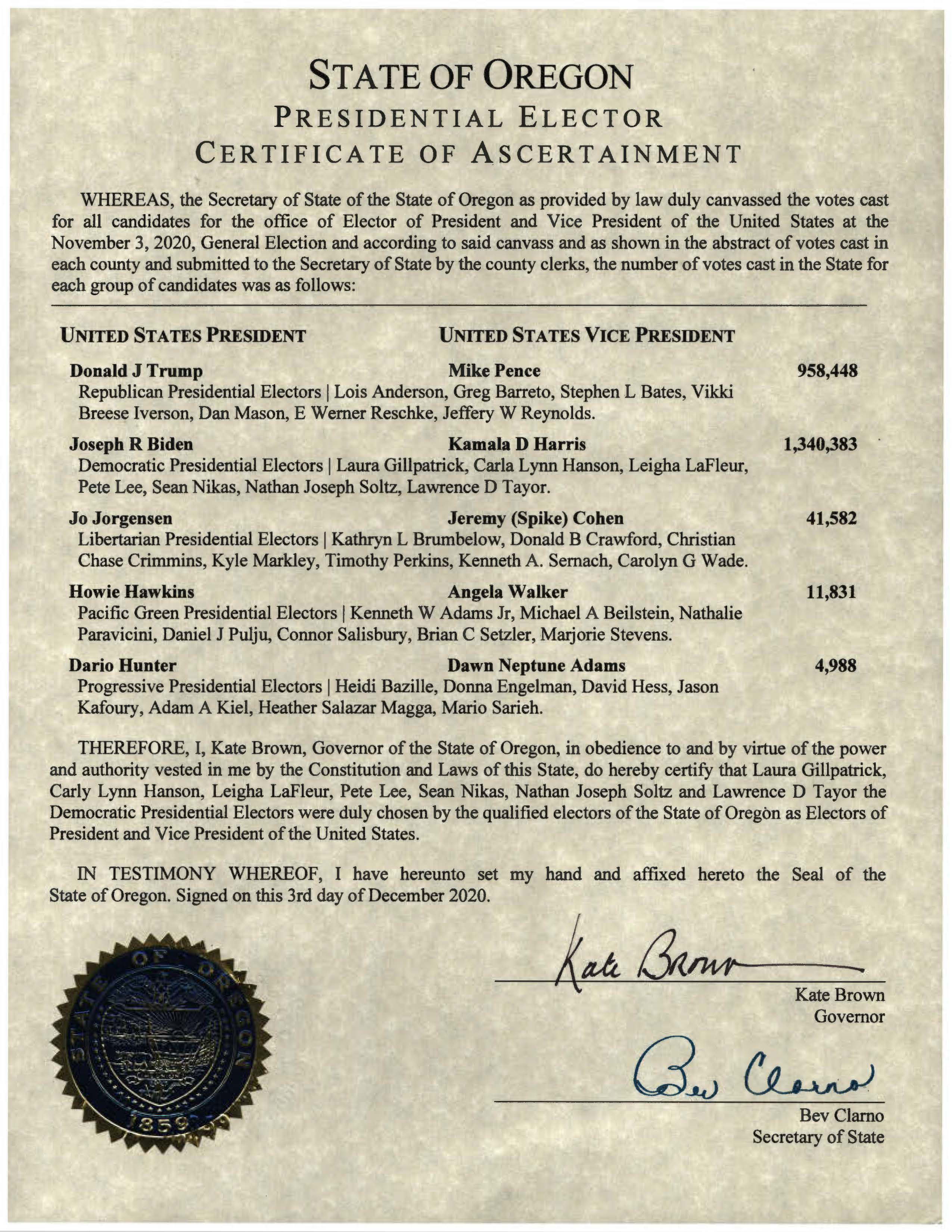
شهادة التحديد الحقيقية لعام 2020 من ولاية أوريغون

في 14 ديسمبر، وفقًا للقانون، اجتمع الناخبون المحليون للهيئة الانتخابية في كل عاصمة ولاية وفي مقاطعة كولومبيا وأكدوا فوز بايدن، حيث تم الإدلاء بـ306 أصوات انتخابية لصالح بايدن و232 صوتًا انتخابيًا لصالح ترامب.
في نفس اليوم الذي صوت فيه الناخبون الحقيقيون، بتوجيه من مسؤولي حملة ترامب، اجتمعت "قوائم بديلة" من الناخبين الجمهوريين في سبع ولايات، معظمها فاز بها بايدن بهامش ضيق نسبيًا، (أريزونا، جورجيا، ميشيغان، نيفادا، نيو مكسيكو، ويسكونسن، وبنسلفانيا) لتوقيع شهادات تحديد مزيفة. وكان ذلك ظاهريًا في حالة صدور حكم لصالح ترامب في قضية تكساس ضد بنسلفانيا. ومع ذلك، تم رفض تلك القضية في 11 ديسمبر 2020، قبل ثلاثة أيام من حدوث التصويت الانتخابي، وهي حقيقة تم حجبها عن معظم الناخبين المزيفين من قبل جولياني وتشيسبرو. وفي كل حالة، وقع الناخبون المزيفون على نسخة طبق الأصل من شهادة تحديد الهيئة الانتخابية، معلنين فوز ترامب وبنس، وأرسلوها إلى الأرشيف الوطني وإلى الكونغرس.
احتوت شهادات الناخبين البديلة في بنسلفانيا ونيو مكسيكو على لغة تشير إلى أنها ستصبح سارية المفعول فقط إذا تمت إثبات تحديات حملة ترامب لنتائج الانتخابات من قبل المحاكم. وفي الولايات الخمس الأخرى، لم تحتوي شهادات الناخبين "البديلة" على أي إشارة إلى أنها ليست حقيقية، وتقوم تلك الولايات بمقاضاة الجريمة المزعومة. هؤلاء الناخبون الذين أعلنوا عن أنفسهم ليس لديهم أي وضع قانوني، ولم يقبل الأرشيف الوطني وثائقهم، ونشر النتائج الرسمية (لصالح بايدن) من تلك الولايات كنتيجة للانتخابات.

### أريزونا
في أريزونا، اجتمع الناخبون المزيفون في 14 ديسمبر 2020 في مقر الحزب الجمهوري بالولاية. تم إنتاج وإرسال الوثائق الانتخابية المزيفة في أريزونا من قبل مجموعة زعمت أنها تمثل "المواطنين السياديين لولاية أريزونا العظيمة". واحتوت الوثيقة التي تم إعدادها في أريزونا على ختم الولاية. ثم نشر الحزب الجمهوري في أريزونا على حسابه على تويتر مقطع فيديو لأعضاء الحزب وهم يوقعون على الشهادات، وأصدر بيانًا صحفيًا.

### جورجيا
تم اختيار الناخبين المحتملين الـ16 لترامب في جورجيا قبل الانتخابات، كما هو معتاد. بعد فوز بايدن في الانتخابات، وقبل أيام من التصويت الانتخابي المقرر، تلقى الناخبون الجمهوريون مكالمات تطلب منهم الحضور إلى الكابيتول للإدلاء بأصوات "بديلة" (مزيفة). رفض أربعة أعضاء من القائمة الانتخابية الجمهورية المشاركة، بما في ذلك السناتور الأمريكي السابق جوني إيزاكسون، وتم استبدالهم.
اجتمع الناخبون المزيفون في جورجيا في غرفة اجتماعات في كابيتول ولاية جورجيا في نفس الوقت الذي كان يجتمع فيه الناخبون الحقيقيون في قاعة مجلس الشيوخ. وعلى عكس بعض الولايات الأخرى، كانت قضية واحدة، ترامب ضد رافينسبيرغر، لا تزال قيد النظر في ذلك الوقت. ثم تم إرسال الوثائق المزيفة إلى مجلس الشيوخ الأمريكي والأرشيف الوطني من قبل فريق جولياني وتشيسبرو.

### ميشيغان
اجتمع الناخبون المزيفون في ميشيغان في قبو مقر الحزب الجمهوري بالولاية في 14 ديسمبر 2020، بعد أن عارضت رئيسة الحزب الجمهوري في ميشيغان لورا كوكس بنجاح خطة لإخفاء الناخبين المزيفين طوال الليل في كابيتول ولاية ميشيغان. وقاموا بإنتاج وتوقيع عدة وثائق زعمت كذبًا أنهم الناخبون المنتخبون والمؤهلون في انتخابات الرئاسة الأمريكية لعام 2020 واحتوت على أصوات انتخابية لصالح دونالد ترامب. ثم تم إرسال الوثائق إلى مجلس الشيوخ الأمريكي والأرشيف الوطني، بالإضافة إلى مكتب السجل الفيدرالي، وزيرة خارجية ميشيغان جوسلين بنسون، والمحكمة الفيدرالية للمنطقة الغربية من ميشيغان.
في وقت لاحق من ذلك اليوم، حاول أربعة ناخبين مزيفين الدخول إلى كابيتول ولاية ميشيغان مع عضو مجلس النواب بالولاية ديري ريندون، حيث بدا أنهم قدموا الشهادة المزيفة للدخول إلى المبنى وادعوا أنهم ناخبون حقيقيون، ولكن تم منعهم من قبل شرطة ولاية ميشيغان.

### نيفادا
في 5 ديسمبر 2023، وجهت هيئة محلفين كبرى اتهامات إلى ستة جمهوريين، وقد أعلن جميعهم براءتهم. وكان من المقرر أن تبدأ المحاكمة في 13 يناير 2025.
في 21 يونيو 2024، ألغى قاضٍ في مقاطعة كلارك التهم الموجهة إلى المتهمين، قائلاً إن المحكمة تفتقر إلى الاختصاص المناسب للنظر في القضية. وتمت إعادة تقديم التهم في كارسون سيتي، نيفادا في ديسمبر 2024 لحل مشكلة الاختصاص.

### نيو مكسيكو
احتوت شهادات الناخبين البديلة في نيو مكسيكو على لغة تشير إلى أنها ستكون سارية المفعول فقط في حالة فوز ترامب في الدعاوى القضائية ليتم الإعلان عنه كفائز في انتخابات 2020 في نيو مكسيكو. كانت نيو مكسيكو حالة استثنائية بين الولايات السبع، حيث فاز بايدن في الولاية الديمقراطية بأكثر من 10 نقاط.

### بنسلفانيا
لاحظ تشيسبرو أن تقديم ناخبين مزيفين في بنسلفانيا كان "محفوفًا بالمخاطر" بشكل خاص، لأن قانون الولاية يتطلب من الحاكم الديمقراطي توم وولف الموافقة على الناخبين. شعر بعض الجمهوريين الذين تطوعوا كناخبين لترامب بعدم الارتياح لاستمرار تصوير أنفسهم كناخبين شرعيين بعد إعلان فوز بايدن في انتخابات 2020 في بنسلفانيا. ولتهدئة مخاوفهم، تمت إعادة صياغة شهادات الناخبين البديلة لتشمل لغة تشير إلى أنها ستكون شرعية فقط إذا فاز ترامب في الجهود القضائية لإلغاء نتائج الانتخابات.

### ويسكونسن
في ويسكونسن، كان أحد الناخبين المزيفين العشرة هو روبرت إف. سبيندل، عضو لجنة الانتخابات المكونة من ستة أشخاص في ويسكونسن. تم تعيين سبيندل في اللجنة من قبل زعيم الأغلبية في مجلس شيوخ ويسكونسن ديفين لوماهيو؛ وبعد مؤامرة الناخبين المزيفين، أعاد لوماهيو تعيين سبيندل لفترة أخرى مدتها ست سنوات.
في مايو 2022، تم رفع دعوى مدنية ضد الناخبين المزيفين العشرة في ويسكونسن واثنين من المحامين الذين تعاونوا معهم. بعد أكثر من عام من الاكتشافات والملفات، وافق الناخبون المزيفون العشرة، بما في ذلك سبيندل، على تسوية جزئية للقضية في ديسمبر 2023. واعترفوا بأن أفعالهم كانت "جزءًا من محاولة للإطاحة بشكل غير قانوني بنتائج الانتخابات الرئاسية لعام 2020." وأضافوا: "نؤكد هنا أن جوزيف آر. بايدن الابن فاز في الانتخابات الرئاسية لعام 2020 وأننا لم نكن الناخبين الرئاسيين الشرعيين لولاية ويسكونسن في الانتخابات الرئاسية لعام 2020. نحن نعارض أي محاولة لتقويض ثقة الجمهور في النتائج النهائية للانتخابات الرئاسية لعام 2020." مثلت هذه التسوية المرة الأولى التي يتنصل فيها الناخبون المزيفون في أي مكان في البلاد رسميًا من ادعاءاتهم الانتخابية.
بعد أن اعترف سبيندل بدوره في تقديم أوراق مزيفة، طالبت وزيرة خارجية ويسكونسن، سارة جودليوسكي—بصفتها صاحبة المنصب الحالي الذي تلقى تلك الأوراق المزيفة—بإزالة سبيندل من مقعده في لجنة انتخابات ويسكونسن من قبل لوماهيو. ومع ذلك، أكد لوماهيو دعمه لسبيندل.
أيضًا في ديسمبر 2023، أبلغت شبكة CNN أن كينيث تشيسبرو، الذي كان أيضًا مدعى عليه في الدعوى المدنية المذكورة سابقًا، كان يتعاون مع مسؤولي ويسكونسن، وهي أول إشارة إلى أن تحقيقًا رسميًا كان جاريًا في الولاية.
في يونيو 2024، وجه المدعي العام في ويسكونسن جوش كول اتهامات جنائية بتزوير ضد تشيسبرو، تروبيس، ورومان، مدعيًا أنهم قدموا أوراق ناخبين مزيفة في ويسكونسن إلى أحد موظفي النائب الجمهوري مايك كيلي في محاولة لتسليمها إلى بنس.

## تطورات لاحقة

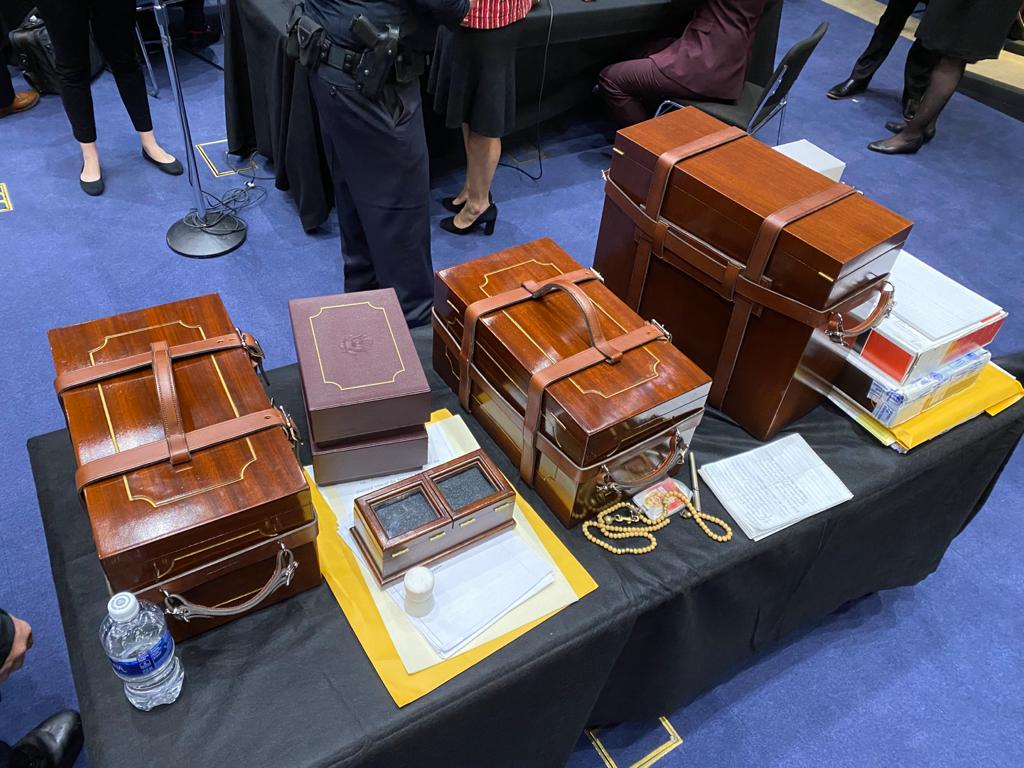
صناديق تحتوي على شهادات انتخابية حقيقية لانتخابات الرئاسة الأمريكية 2020

كانت "القوائم البديلة" جزءًا من خطة البيت الأبيض لمعارضة الانتخابات. كما وصف مستشار ترامب ستيفن ميلر على التلفزيون في 14 ديسمبر، حيث كان الهدف من الناخبين البديلين هو استبدال الناخبين المعتمدين من قبل ولاياتهم بناءً على نتائج الانتخابات. تم توضيح الاستراتيجية بشكل صريح في مذكرة جون إيستمان: كان وجود قوائم "منافسة" من الناخبين يهدف إلى تبرير قيام الكونغرس برفض نتائج الولايات السبع. تم إعداد جميع شهادات الناخبين البديلة بلغة وتنسيق وخطوط متشابهة، كما تم الإبلاغ، مما يشير إلى أن الإجراءات في الولايات كانت منسقة. ذكرت صحيفة "واشنطن بوست" وشبكة CNN في يناير 2022 أن جولياني قاد مسؤولي حملة ترامب في تنسيق الخطة عبر الولايات السبع.
التقى تشيسبرو وتروبيس بترامب في المكتب البيضاوي في 16 ديسمبر. أخبر تروبيس الرئيس أن فرصه في الفوز في ويسكونسن قد انتهت، لكن تشيسبرو قال إن الناخبين المزيفين الذين اجتمعوا في أريزونا وست ولايات أخرى ما زالوا يمنحون ترامب فرصة لمواصلة تحدي النتائج.
أكد إبشتاين أن قوائم الناخبين البديلة لم تكن مزورة وأن "هذا ليس ضد القانون، بل وفقًا للقانون." كان من بين أعضاء فريق ترامب الموجودين في "مركز قيادة" في فندق ويلارد الذي سعى لمنع بنس من تصديق انتخابات بايدن في 6 يناير.
أفادت صحيفة "بوليتيكو" في يوليو 2022 أن مايك رومان، مدير عمليات يوم الانتخابات في حملة ترامب 2020، قام بتسليم الشهادات المزورة إلى مات سترويا، رئيس موظفي النائب مايك كيلي آنذاك. ثم وجه سترويا زميلًا له بتوزيع نسخ من الشهادات في مبنى الكابيتول. قال كيلي إن سترويا تلقى الشهادات لكنه نفى أي مشاركة لمكتبه في توزيعها. كان كيلي حليفًا لترامب في الجهود الرامية إلى إلغاء انتخابات 2020. كشفت لجنة 6 يناير خلال جلسة استماع في يونيو 2022 أن شون رايلي، رئيس موظفي السناتور رون جونسون، حاول تمرير شهادات ناخبين مزيفة إلى أحد كبار مساعدي بنس قبل دقائق من تصديق نائب الرئيس على نتائج الانتخابات، لكنه تم رفضه. قال جونسون إن مكتبه تلقى الشهادات من مكتب كيلي وأن مشاركته الشخصية استمرت "بضع ثوانٍ".
في 22 ديسمبر، غرد إيفان رايكلين، وهو شريك مايكل فلين وضابط سابق في القوات الخاصة قدم نفسه كمحامٍ دستوري، إلى ترامب بمذكرة من صفحتين بعنوان "عملية بطاقة بنس"، تصف كيف يمكن لنائب الرئيس رفض الناخبين من الولايات التي فاز بها بايدن والتي زعم ترامب وجود تزوير فيها. أعاد ترامب تغريد تغريدة رايكلين.
تم تقديم جيفري كلارك، المدعي العام المساعد لقسم البيئة والموارد الطبيعية، إلى ترامب من قبل النائب الجمهوري سكوت بيري. ناقش كلارك وبيري خطة ليقوم كلارك بصياغة رسالة إلى مسؤولي جورجيا تفيد بأن وزارة العدل قد "حددت مخاوف كبيرة قد تكون أثرت على نتائج الانتخابات في عدة ولايات"، وحثت الهيئة التشريعية في جورجيا على عقد جلسة خاصة "لأغراض النظر في القضايا المتعلقة بتعيين الناخبين الرئاسيين". قدم كلارك مسودة الرسالة في 28 ديسمبر إلى المدعي العام بالإنابة جيفري أ. روزين ونائبه ريتشارد دونوغو لتوقيعها؛ رفضوا الاقتراح ولم يتم إرسال الرسالة مطلقًا.
كما قاوم روزين ودونوغو الضغوط من ترامب للإعلان عن أن وزارة العدل قد وجدت تزويرًا في الانتخابات؛ حيث استقال المدعي العام بيل بار قبل أيام قليلة بعد أن أعلن أنه لم يتم العثور على أي تزوير ذي أهمية في الانتخابات، وقال لترامب إن الادعاءات التي أثارها هو وشركاؤه كانت "هراء". رفض روزين ودونوغو طلب ترامب "فقط قل إن الانتخابات كانت فاسدة + اترك الباقي لي وأعضاء الكونغرس الجمهوريين"، وفقًا لملاحظات دونوغو خلال مكالمة هاتفية مع الرئيس. أدت المقاومة المستمرة إلى اجتماع في المكتب البيضاوي اقترح خلاله ترامب استبدال روزين بكلارك، وهو ما تم التخلي عنه عندما نصح روزين الرئيس بأن الاقتراح سيؤدي إلى استقالات جماعية في وزارة العدل.

## تقرير رئيس مكتب واشنطن في شبكة "آي بي سي نيوز" جوناثان كارل
ذكر جوناثان كارل، رئيس مكتب واشنطن في شبكة ABC News، أنه في ليلة رأس السنة لعام 2020، أرسل رئيس موظفي البيت الأبيض مارك ميدوز مذكرة أعدتها محامية ترامب جينا إليس إلى أحد كبار مساعدي نائب الرئيس مايك بنس. كانت هذه المذكرة تحتوي على خطة مفصلة لإلغاء نتائج الانتخابات. تضمنت الخطة قيام بنس بإعادة النتائج الانتخابية إلى ست ولايات محورية بحلول السادس من يناير، مع تحديد موعد نهائي في الخامس عشر من يناير لإعادة هذه الولايات لنتائجها. إذا لم تقم أي ولاية بإعادة نتائجها بحلول ذلك التاريخ، فلن يحصل أي من ترامب أو بايدن على أغلبية، مما سيؤدي إلى إحالة الانتخابات إلى مجلس النواب لتحديد الفائز. وفقًا للدستور، في مثل هذا السيناريو، سيتم التصويت على أساس السيطرة الحزبية على وفود الولايات في مجلس النواب الفيدرالي، حيث يسيطر الجمهوريون على 26 ولاية من أصل 50، مما قد يمنح ترامب الفوز.

## مؤتمر هاتفي في الثاني من يناير 2021
في الثاني من يناير 2021، عقد ترامب ورودي جولياني وجون إيستمان وآخرون مؤتمرًا هاتفيًا مع حوالي 300 عضو تشريعي من ولايات محورية. كان الهدف من هذا المؤتمر تقديم أدلة مزعومة على تزوير الانتخابات لتبرير عقد جلسات تشريعية خاصة في محاولة لإلغاء اعتماد ناخبي بايدن. بعد ثلاثة أيام، كتب العشرات من المشرعين من خمس ولايات رئيسية إلى بنس طالبين منه تأجيل التصديق النهائي على الناخبين المقرر في السادس من يناير لمدة عشرة أيام، وذلك لإتاحة الفرصة للمشرعين لإعادة النظر في اعتماد ولاياتهم.

## رسالة نصية من جوزيف شميتز إلى جيم جوردان
في الخامس من يناير، قام عضو الكونغرس جيم جوردان بإعادة توجيه رسالة نصية تلقاها من جوزيف شميتز، مستشار سياسة الخارجية في حملة ترامب لعام 2016، إلى مارك ميدوز. كتب شميتز أنه في السادس من يناير، ينبغي على بنس "أن يستبعد جميع الأصوات الانتخابية التي يعتبرها غير دستورية، وأن يعتبرها كأصوات غير صالحة". كان شميتز سابقًا المفتش العام في البنتاغون خلال إدارة بوش، كما شغل منصبًا تنفيذيًا في شركة بلاك ووتر.

## تصريحات ترامب الكاذبة حول سلطة بنس
أصر ترامب بشكل خاطئ على أن نائب الرئيس مايك بنس يمتلك السلطة لرفض نتائج الهيئة الانتخابية (Electoral College)، لكن بنس أخبر الرئيس في الخامس من يناير 2021 أنه لا يعتقد أن لديه هذه السلطة. وفي خضم هجوم السادس من يناير، غرد ترامب قائلًا:
بدأ بعض الحاضرين في الهتاف "علِّقوا مايك بنس!". وشهدت كاسيدي هاتشينسون، مساعدة سابقة في البيت الأبيض، أمام لجنة السادس من يناير أن ترامب أبدى موافقته على هذا الهتاف. بعد طرد المهاجمين من مبنى الكابيتول، قام بنس بعدّ الشهادات الانتخابية الأصلية لتأكيد فوز بايدن.

## التحقيقات
على الرغم من الافتراضات حول دور إيستمان، أشار التقرير النهائي للجنة السادس من يناير، الذي صدر في 22 ديسمبر 2022، إلى أن المحامي الأقل شهرة كينيث تشيسبرو (Kenneth Chesebro) كان هو الداعم الأصلي للمؤامرة. وقد اعترف تشيسبرو بالذنب في تهم التآمر في قضية الابتزاز الانتخابي في جورجيا (Georgia election racketeering prosecution)، وبحلول ديسمبر 2023 كان يتعاون مع تحقيقات مماثلة في أربع ولايات أخرى على الأقل.
في أوائل عام 2021، حصلت مجموعة المراقبة الأمريكية (American Oversight) على نسخ من الوثائق المزورة من الأرشيف الوطني عبر طلب بموجب قانون حرية المعلومات (Freedom of Information Act)، ونشرتها على موقعها الإلكتروني في مارس 2021. ومع ذلك، تم تجاهل هذه الوثائق إلى حد كبير حتى قام نيكولاس وو، مراسل موقع "بوليتيكو" (Politico)، بالإبلاغ عن القصة في يناير 2022. أعلنت المدعية العامة في ميشيغان دانا نيسل (Dana Nessel) في يناير 2022 أنها طلبت من وزارة العدل فتح تحقيق جنائي بعد تحقيق استمر لعدة أشهر في شهادة ميشيغان المزورة، مما أدى إلى إغلاق التحقيق في الولاية. وبعد أيام، أكدت نائبة المدعي العام ليزا موناكو (Lisa Monaco) أن وزارة العدل تفحص الأمر. وفي يناير 2023، أعلنت نيسل أنها تعيد فتح تحقيقها "لأنني لا أعرف ما تخطط الحكومة الفيدرالية للقيام به."
في يناير 2022، ذكر مكتب المدعي العام في ولاية بنسلفانيا أن العبارات الشرطية الواردة في الوثائق جعلتها لا تستوفي معايير التزوير. ومع ذلك، أحال المدعي العام لولاية نيو مكسيكو القضية إلى النيابة الفيدرالية، على الرغم من أن وثائقهم تضمنت عبارات شرطية مماثلة.
في 22 يونيو 2022، أصدرت وزارة العدل استدعاءات قضائية إلى ديفيد شافر، رئيس الحزب الجمهوري في جورجيا، وإلى مسؤول آخر في الحزب يُزعم أنه وقع على وثيقة تدعي أنه من ناخبي ترامب، بالإضافة إلى رجل من فرجينيا عمل في جهود حملة ترامب في أريزونا ونيو مكسيكو. كما تلقى آخرون يُزعم أنهم ناخبون مزيفون لترامب في ميشيغان استدعاءات قضائية، على الرغم من عدم وضوح ما إذا كانت هذه الاستدعاءات فيدرالية أو تابعة للولاية؛ حيث كانت المدعية العامة في ميشيغان دانا نيسل تحقق أيضًا في مخطط الناخبين المزيفين.
قامت مكتب التحقيقات الفيدرالي (FBI) أيضًا بتنفيذ مذكرة تفتيش في منزل رئيس الحزب الجمهوري في ولاية نيفادا مايكل ماكدونالد، كما سعت لتسليم مذكرة تفتيش إلى أمين سر الحزب جيمس ديغرافنريد؛ حيث كان كلاهما قد وقعا على شهادة انتخابية مزورة. وفي اليوم التالي، أجرى عملاء الـFBI مقابلة مع سام دي ماركو، رئيس الحزب الجمهوري في مقاطعة أليغيني بولاية بنسلفانيا، في منزله. وفي الوقت نفسه، ذكر موقع بوليتيكو أن رئيسة الحزب الجمهوري في أريزونا كيلي وارد وزوجها قد تلقيا أيضًا استدعاءات قضائية، لكن لم يتم تحديد موعد ذلك. بحلول يوليو 2022، كانت المدعية العامة في مقاطعة فولتون بجورجيا فاني ويليس قد أبلغت ستة عشر جمهوريًا بأنهم "أهداف" في تحقيقاتها الجنائية.
خلال جلسة الاستماع العامة الرابعة للجنة السادس من يناير، قدمت اللجنة مقطع فيديو من إفادة رئيسة اللجنة الوطنية الجمهورية (RNC) رونا مكدانيل. وأكدت مكدانيل أن ترامب كان على علم كامل بخطة الناخبين المزيفين، حيث اتصل بها ترامب وإيستمان لطلب مساعدة اللجنة في "جمع هؤلاء الناخبين الاحتياطيين، في حال أدت أي من التحديات القانونية الجارية إلى تغيير نتائج أي من الولايات."
كما استمعت اللجنة إلى شهادة من غريغ جاكوب، المستشار القانوني لنائب الرئيس مايك بنس، الذي أكد أن "السيد إيستمان اعترف خلال اجتماع البيت الأبيض في الرابع من يناير — بحضور ترامب — أن خطته لإجبار بنس على عرقلة التصديق على الانتخابات تنتهك قانون العد الانتخابي (Electoral Count Act)."
ونشرت واشنطن بوست في 26 يوليو 2022 تقريرًا يفيد بأن وزارة العدل كانت تفحص دور ترامب في هذه القضية. حيث وجه المحققون أسئلة تفصيلية إلى الشهود أمام هيئة المحلفين الكبرى حول المحادثات التي دارت بين ترامب ومحاميه وآخرين بشأن المخطط. كما أدلى مارك شورت، رئيس أركان بنس السابق، والمستشار القانوني غريغ جاكوب، الذي نصح بنس برفض مخطط إيستمان، بشهادتهما أمام هيئة المحلفين الكبرى.
وتولى تحقيق المستشار الخاص جاك سميث، الذي تم تعيينه في نوفمبر 2022، مهمة فحص مخطط الناخبين المزيفين، وفي عام 2023، أدلى ناخبان مزعومان على الأقل بشهادتهما أمام هيئة المحلفين الكبرى مقابل منحهما حصانة محدودة.
أرسل المدعي العام لولاية أريزونا خطاب وقف وإلغاء (cease and desist) إلى المجموعة التي تمثل الناخبين المزيفين بسبب الاستخدام غير القانوني لختم الولاية. وبحلول مايو 2023، كان المدعي العام لأريزونا كريس مايز يعزز تحقيقات جنائية حول توقيع وإرسال شهادات انتخابية مزورة. وفي هذا الوقت، كان ثمانية على الأقل من الجمهوريين الستة عشر الذين يُزعم مشاركتهم في مخطط جورجيا قد قبلوا صفقات حصانة للتعاون مع فاني ويليس في تحقيقاتها. وفي مارس 2024، أصدر مايز استدعاءات قضائية إلى العديد من الناخبين المزيفين وأعضاء غير معروفين من حملة ترامب، مطالبًا إياهم بالحضور أمام هيئة محلفين كبرى. كما أشار مايز إلى أن التحقيق يقترب من نهايته.
وأفادت سي إن إن في يونيو 2023 أن مايكل رومان، أحد المسؤولين السابقين في حملة ترامب، دخل في اتفاقية إفادة (proffer agreement) مع تحقيق المستشار الخاص جاك سميث.
بحلول أغسطس 2023، كانت السلطات المحلية في ولايتي بنسلفانيا ونيو مكسيكو تجري تحقيقات حول الناخبين المزيفين.
وفي عام 2024، خططت الأحزاب الجمهورية في ولايات أريزونا وجورجيا وبنسلفانيا وميشيغان ونيفادا ونيو مكسيكو وويسكونسن لإرسال بعض الناخبين المزيفين لتمثيل أحزابهم في المؤتمر الوطني الجمهوري في ميلووكي.

## الملاحقات القضائية
أعلنت المدعية العامة في ميشيغان دانا نيسل في 18 يوليو 2023 أنها وجهت اتهامات إلى 16 شخصًا بتسع تهم جنائية لكل منهم، بما في ذلك التزوير والتآمر، مدعية أنهم وقعوا عمدًا على شهادات انتخابية زائفة تدعي أنهم "ناخبون معتمدون ومؤهلون" لولاية ميشيغان. وفي أكتوبر 2023، دخل أحد المتهمين في اتفاقية تعاون مع المدعين العامين مقابل إسقاط التهم الموجهة إليه. وكشفت مكتب نيسل خلال جلسة استماع في أبريل 2024 أن ترامب وميدوز وجولياني وإيليس هم متهمون مشاركون غير مدرجين في لائحة الاتهام.
في 1 أغسطس 2023، بناءً على طلب جاك سميث ووزارة العدل، وجهت هيئة محلفين اتحادية اتهامات إلى ترامب بتهم تتضمن التآمر لخداع الولايات المتحدة، والتآمر ضد الحقوق، وعرقلة إجراء رسمي، والتآمر لعرقلة إجراء رسمي. واتهمت لائحة الاتهام ترامب بتنظيم مؤامرة جنائية للإطاحة بنتائج انتخابات 2020، وحددت مخطط الناخبين المزيفين كجزء من هذه المؤامرة.
تم لاحقًا إسقاط القضية بعد فوز ترامب في انتخابات الرئاسة الأمريكية 2024 بسبب سياسة وزارة العدل بعدم ملاحقة الرؤساء الحاليين قضائيًا.
في 15 أغسطس 2023، تم إتهام ترامب وثمانية عشر شخصًا آخر في جورجيا. وشمل المتهمون ترامب ورودي جولياني وجون إيستمان ومارك ميدوز وكينيث تشيسبرو وسيدني باول وديفيد شافر وشون ستيل، من بين آخرين. ووُجهت إليهم تهم مختلفة، العديد منها مرتبط بمشاركتهم في مخطط الناخبين المزيفين. وفي 20 أكتوبر، اعترف تشيسبرو بالذنب في التآمر لتقديم وثيقة مزورة وحُكم عليه بخمس سنوات تحت المراقبة، كما وافق على الإدلاء بشهادته ضد المتهمين الآخرين. كما اعترف ثلاثة متهمين آخرين (بما في ذلك سيدني باول) بالذنب في التهم الموجهة إليهم.
في 6 ديسمبر 2023، وجهت هيئة محلفين في مقاطعة كلارك، نيفادا، اتهامات إلى ستة مسؤولين في الحزب الجمهوري، بما في ذلك رئيس الحزب الجمهوري في نيفادا، بتهمتين جنائيتين لكل منهم تتعلق بتقديم وثائق مزورة إلى مسؤولي الولاية والمحليين.
بحلول ديسمبر 2023، تم توجيه اتهامات جنائية إلى 24 ناخبًا مزيفًا في ثلاث ولايات، وكان تشيسبرو "شاهدًا في جميع القضايا". ومع ذلك، في يناير 2024، صرح المدعي العام لنيو مكسيكو بأنه لا يمكن محاكمة الناخبين المزيفين نظرًا لقوانين الولاية.
في أبريل 2024، وجهت هيئة محلفين كبرى في أريزونا اتهامات إلى أحد عشر ناخبًا مزعومًا في لائحة اتهام. ومن بين المتهمين كانت كيلي وارد، رئيسة الحزب الجمهوري في أريزونا سابقًا، وتايلر بوير، المدير التنفيذي لعمليات منظمة Turning Point USA. تم حذف أسماء سبعة متهمين آخرين من لائحة الاتهام، بينما تم إدراج ترامب كـ"متآمر غير مدرج في الاتهام رقم 1". وأفادت واشنطن بوست أن الأسماء المحذوفة تشمل مارك ميدوز، ورودي جولياني، وجينا إليس، وجون إيستمان، وكريستينا بوب، وبوريس إبشتاين، ومايك رومان. وأشارت الصحيفة إلى أن أسماء المتهمين الذين لم يكونوا في أريزونا تم حذفها حتى يتم تسليمهم لائحة الاتهام.

## روابط خارجية
- مقابلة مع ناخب مزيف من 60 Minutes